# Sphaerotholus edmontonensis
Sphaerotholus edmontonensis es una especie del género extinto Sphaerotholus (gr. “cúpula esférica”) de dinosaurio marginocéfalo, paquicefalosaurino, que vivió a finales del período Cretácico, hace aproximadamente entre 73 y 70 millones de años, desde el Campaniense al Maastrichtiense, en lo que hoy es Norteamérica. Brown y Schlaikjer describieron un Troodon edmontonensis en 1943 sobre la base de tres cúpulas de la Formación Horseshoe Canyon de Alberta. Williamson y Carr consideraron que la especie no era válida, pero en 2010 Nicholas Longrich la nombró como Sphaerotholus edmontonensis que podría distinguirse de S. goodwini por los cuernos emparejados en la parte posterior de la cúpula, y de S. buchholtzae por los parietales alargados.